# Alex Caruso
Alex Michael Caruso (College Station, Texas, 1994. február 28. –) amerikai kosárlabdázó, a National Basketball Associationben (NBA) szereplő Oklahoma City Thunder csapatában játszik. Egyetemen a Texas A&M Aggies csapatában játszott, és 2016-ban végzősként bekerült a Southeastern Conference (SEC) második csapatába. 2020-ban NBA-bajnoki címet nyert a Los Angeles Lakers csapatával, valamint két egymást követő alkalommal, 2023-ban és 2024-ben, a Chicago Bulls tagjaként beválasztották az NBA védekező csapataiba.

## Középiskolés évei
Caruso a texasi College Stationben található A&M Consolidated High Schoolba járt, ahol Rusty Segler és Rick German vezetőedzők irányítása alatt kosárlabdázott. Végzősként meccsenként átlagosan 18 pontot és kilenc lepattanót szerzett, és miután csapatát a rájátszásba vezette, a TABC All-Regionális, az All-State, valamint a TABC All-Star és a kerületi MVP díjat is megkapta.

## Egyetemi pályafutása

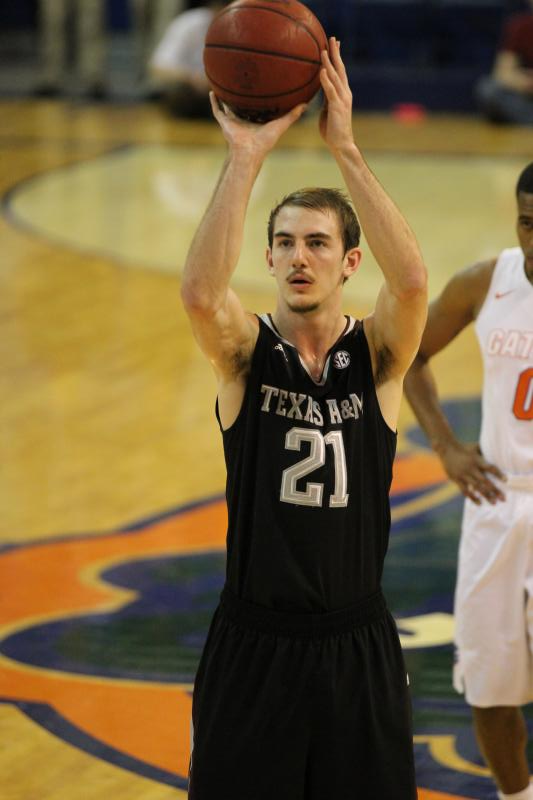
Caruso büntetőt dob 2015-ben

Középiskola után Caruso csatlakozott a Texas A&M Aggies csapatához. Négyéves karrierje során 137 mérkőzésen átlagosan 8,0 pontot, 4,7 gólpasszt és 2,02 szerzett labdát szerzett meccsenként. Az iskola történetének legjobbja lett 649 gólpasszal és 276 szerzett labdával, megelőzve David Edwardsot ezekben a kategóriákban. Végzősként az Aggies csapatát az NCAA torna Sweet 16-be vezette; emellett bekerült SEC védekező csapatába és All-SEC második csapatába. Diplomáját sportmenedzsment szakon szerzett.

## Profi pályafutása

### Oklahoma City Blue (2016–2017)
Miután a 2016-os NBA-drafton nem választották ki, Caruso csatlakozott a Philadelphia 76ershöz a 2016-os NBA nyári ligában. 2016. szeptember 23-án szerződést írt alá az Oklahoma City Thunder csapatával, de október 17-én csapata ezt visszamondta. November 3-án az NBA Development League-ben szereplő Oklahoma City Blue csapata szerződtette.

### Los Angeles Lakers (2017–2021)
Caruso a 2017-es NBA nyári ligában csatlakozott a Lakershez. Több eredményes mérkőzés után – köztük egy olyan is, amelyen Caruso a sérült Lonzo Ball helyett kezdőként lépett pályára, és győzelemre vezette a Lakerst –, 2017. július 13-án aláírta a Lakersszel első kétirányú szerződését. Ő lett az első játékos, aki közvetlenül a D-League-ből (ma G-League) az NBA-be került kétirányú szerződéssel. Emellett megnyerte a Lakersszel a 2017-es NBA nyári ligát Las Vegasban. Caruso 2017. október 19-én debütált az NBA-ben a Los Angeles Clippers ellen. 12 percet játszott, két pontot, két gólpasszt és egy lepattanót jegyzett a 108–92-es vereség során. Pályafutása során először 15 pontot és hét lepattanót szerzett a Clippers elleni szezonzáró mérkőzésen, ezzel megnyerve a mérkőzést.
Caruso újabb kétirányú szerződést írt alá a Los Angeles Lakersszel, miután sikeresen szerepelt a 2018-as NBA nyári ligában. 2019. március 6-án szezoncsúcsot jelentő 15 pontot, hat lepattanót és három gólpasszt jegyzett a Denver Nuggets elleni 99–115-ös vereség alkalmával. Április 5-én új karriercsúcsot jelentő 32 pontot szerzett a Clippers elleni 122–117-es győzelem során. Ő lett az egyetlen Lakers-játékos abban a szezonban LeBron Jamesen kívül, aki 30+ pontot, 10+ lepattanót és 5+ gólpasszt jegyzett a meccsen. 2019. április 7-én, amikor a Lakers hat meccsén hiányzott James, Caruso 18 pontot szerzett és karriercsúcsot jelentő 11 gólpasszt adott a Utah Jazz elleni 113–109-es hazai győzelem során.
2019. július 6-án Caruso kétéves, 5,5 millió dolláros szerződést írt alá a Lakersszel. Első bajnoki címét 2020. október 11-én nyerte velük, amikor a Lakers hat mérkőzésen legyőzte a Miami Heat csapatát. A 2020–2021-es szezon után korlátozás nélküli szabadügynök lett.

### Chicago Bulls (2021–2024)
2021. augusztus 10-én Caruso négyéves, 37 millió dolláros szerződést írt alá a Chicago Bulls csapatával. A 6-os mezszámot választotta a Bullsnál, mivel a szokásos 4-es mezszámát a csapat visszavonultatta Jerry Sloan tiszteletére.
2022. január 21-én, a Milwaukee Bucks elleni 90–94-es vereség során Carusóval szemben szabálytalankodott az ellenfél hátvédje, Grayson Allen. Allent kiállították a játékból. Másnap a Bulls bejelentette, hogy Carusónak eltört a jobb csuklója, és műtéten esik át, aminek következtében legalább 6-8 hétig nem léphet pályára.
A 2023-as szezon végén Carusót először választották be az NBA első védekező csapatába.
2023. október 27-én 13 pontot, 13 lepattanót, két gólpasszt, két szerzett labdát és egy blokkot jegyzett, valamint ő dobta a győztes hárompontost a Toronto Raptors elleni 104–103-as hosszabbításos győzelem során. 2023–2024-ban elnyerte az NBA Hustle-díjat.

### Oklahoma City Thunder (2024–napjainkig)
2024. június 21-én Carusót elcserélték az Oklahoma City Thunderhöz Josh Giddeyért cserébe. Ez a csere újra összehozta Carusót Mark Daigneaulttal, aki az Oklahoma City Blue-nál töltött ideje alatt edzette őt. 2024. december 22-én Caruso és a Thunder megállapodtak egy négyéves, 81 millió dolláros szerződéshosszabbításban.

## Statisztika

### NBA

#### Alapszakasz
| Év         | Csapat                | JM  | KM  | JP/M | MG%  | 3P%  | BD%  | LP/M | GP/M | L/M | B/M | P/M  |
| ---------- | --------------------- | --- | --- | ---- | ---- | ---- | ---- | ---- | ---- | --- | --- | ---- |
| 2017–2018  | Los Angeles Lakers    | 37  | 7   | 15,2 | .431 | .302 | .700 | 1,8  | 2,0  | 0,6 | 0,3 | 3,6  |
| 2018–2019  | Los Angeles Lakers    | 25  | 4   | 21,2 | .445 | .480 | .797 | 2,7  | 3,1  | 1,0 | 0,4 | 9,2  |
| 2019–2020† | Los Angeles Lakers    | 64  | 2   | 18,4 | .412 | .333 | .737 | 1,9  | 1,9  | 1,1 | 0,3 | 5,5  |
| 2020–2021  | Los Angeles Lakers    | 58  | 6   | 21,0 | .436 | .401 | .645 | 2,9  | 2,8  | 1,1 | 0,3 | 6,4  |
| 2021–2022  | Chicago Bulls         | 41  | 18  | 28,0 | .398 | .333 | .795 | 3,6  | 4,0  | 1,7 | 0,4 | 7,4  |
| 2022–2023  | Chicago Bulls         | 67  | 36  | 23,5 | .455 | .364 | .808 | 2,9  | 2,9  | 1,5 | 0,7 | 5,6  |
| 2023–2024  | Chicago Bulls         | 71  | 57  | 28,7 | .468 | .408 | .760 | 3,8  | 3,5  | 1,7 | 1,0 | 10,1 |
| 2024–2025  | Oklahoma City Thunder | 54  | 3   | 19,3 | .446 | .353 | .824 | 2,9  | 2,5  | 1,6 | 0,6 | 7,1  |
| Karrier    | Karrier               | 417 | 133 | 22,3 | .440 | .376 | .758 | 2,9  | 2,8  | 1,3 | 0,5 | 6,9  |

#### Rájátszás
| Év      | Csapat             | JM | KM | JP/M | MG%  | 3P%  | BD%   | LP/M | GP/M | L/M | B/M | P/M |
| ------- | ------------------ | -- | -- | ---- | ---- | ---- | ----- | ---- | ---- | --- | --- | --- |
| 2020†   | Los Angeles Lakers | 21 | 1  | 24,3 | .425 | .279 | .800  | 2,3  | 2,8  | 1,1 | 0,6 | 6,5 |
| 2021    | Los Angeles Lakers | 6  | 0  | 20,2 | .368 | .294 | 1.000 | 1,3  | 0,5  | 0,2 | 0,7 | 5,8 |
| 2022    | Chicago Bulls      | 4  | 4  | 28,3 | .391 | .389 | –     | 2,8  | 4,3  | 1,3 | 1,0 | 6,3 |
| Karrier | Karrier            | 31 | 5  | 24,0 | .408 | .302 | .813  | 2,2  | 2,5  | 0,9 | 0,6 | 6,4 |

### Főiskola
| Év        | Csapat           | JM  | KM  | JP/M | MG%  | 3P%  | BD%  | LP/M | GP/M | L/M | B/M | P/M |
| --------- | ---------------- | --- | --- | ---- | ---- | ---- | ---- | ---- | ---- | --- | --- | --- |
| 2012–2013 | Texas A&M Aggies | 33  | 17  | 24,7 | .373 | .265 | .600 | 3,2  | 3,4  | 1,8 | 0,5 | 5,5 |
| 2013–2014 | Texas A&M Aggies | 34  | 33  | 29,8 | .460 | .333 | .685 | 3,6  | 5,0  | 2,0 | 0,8 | 9,0 |
| 2014–2015 | Texas A&M Aggies | 33  | 33  | 31,5 | .463 | .366 | .685 | 4,5  | 5,5  | 2,1 | 0,2 | 9,1 |
| 2015–2016 | Texas A&M Aggies | 37  | 37  | 28,8 | .502 | .368 | .785 | 3,6  | 5,0  | 2,1 | 0,2 | 8,1 |
| Karrier   | Karrier          | 137 | 120 | 28,7 | .455 | .340 | .685 | 3,7  | 4,7  | 2,0 | 0,4 | 8,0 |

## Magánélet
Carusónak két nővére van. Édesapja négy évig játszott Creightonban, és a Texas A&M atlétikai igazgatóhelyettese volt.
Caruso az A&M kosárcsapata körül nőtt fel, és számos szezont töltött az Aggies csapatában labdaszedőként. A Texas A&M egyetemen folytatott tanulmányai alatt sportmenedzsment szakon tanult.
2021. június 22-én Carusót letartóztatták a texasi College Stationben található Easterwood repülőtéren, mert marihuánamaradékokat találtak nála.
2024. augusztus 20-án jelentette be Caruso, hogy eljegyezte a korábbi Big Brother versenyzőt, Haleigh Brouchert.